# Rio da Água Simão
O Rio da Água Simão é um curso de água de São Tomé e Príncipe, localizado no distrito de Lobata, ilha de São Tomé. Este curso de água corre para Oeste até encontrar o mar na Baía de Ana Chaves, junto à capital, a cidade de São Tomé.